# Storflarken (Arjeplogs socken, Lappland)
Storflarken är en sjö i Arjeplogs kommun i Lappland och ingår i Skellefteälvens huvudavrinningsområde.